# Cà phê vối
Xem những nghĩa khác của cà phê tại trang Cà phê (định hướng)
Cà phê vối (danh pháp hai phần: Coffea canephora hoặc Coffea robusta) là cây quan trọng thứ hai trong các loài cà phê. Khoảng 39% các sản phẩm cà phê được sản xuất từ loại cà phê này. Nước xuất khẩu cà phê vối lớn nhất thế giới là Việt Nam. Các nước xuất khẩu quan trọng khác gồm Brasil, Indonesia, Ấn Độ, Malaysia, Uganda, Côte d'Ivoire. Ở Brasil cà phê vối được gọi với tên là Conilon.

## Một vài hình ảnh về cà phê vối

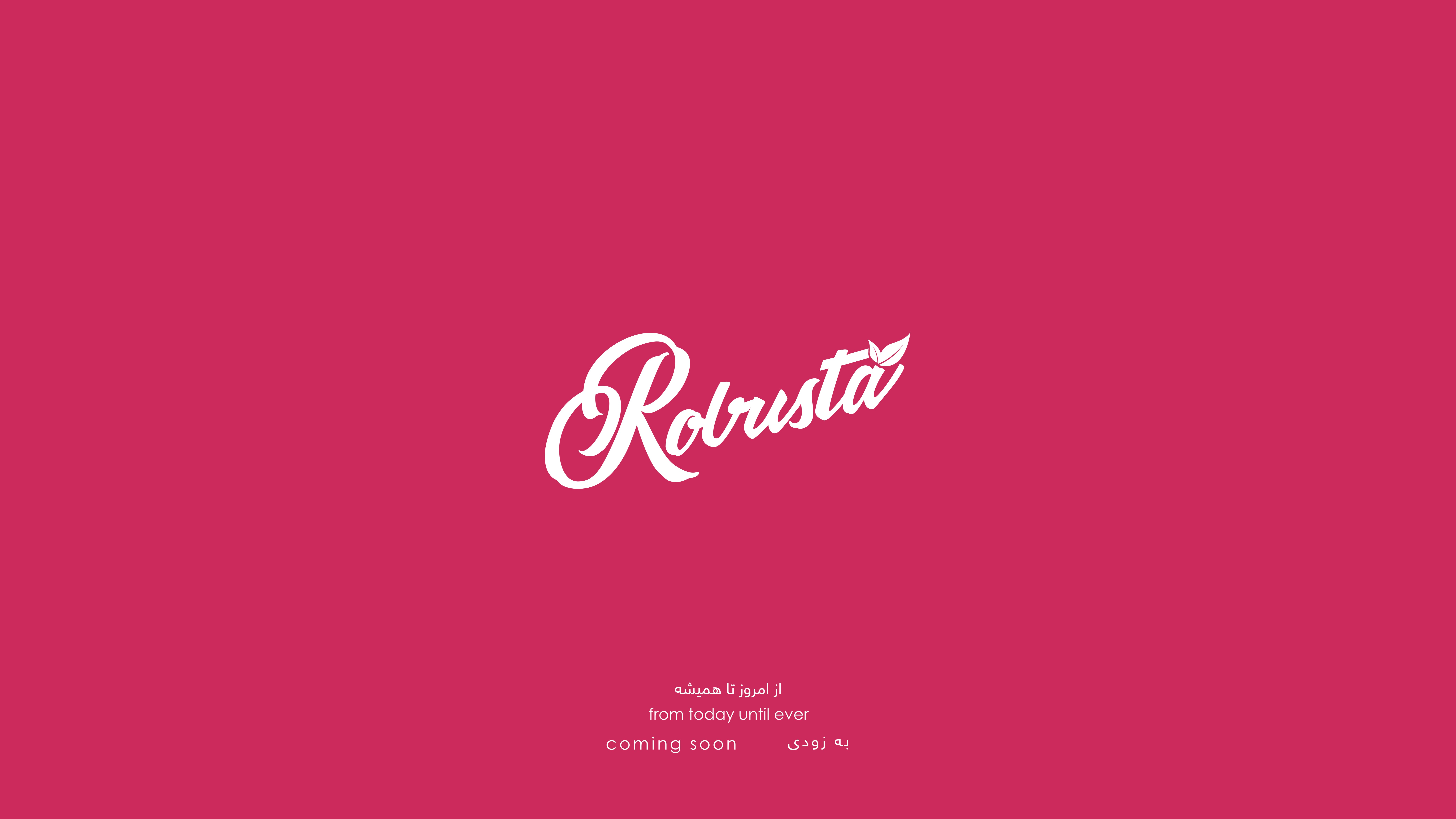
Vườn cà phê vối khi trái sắp chín
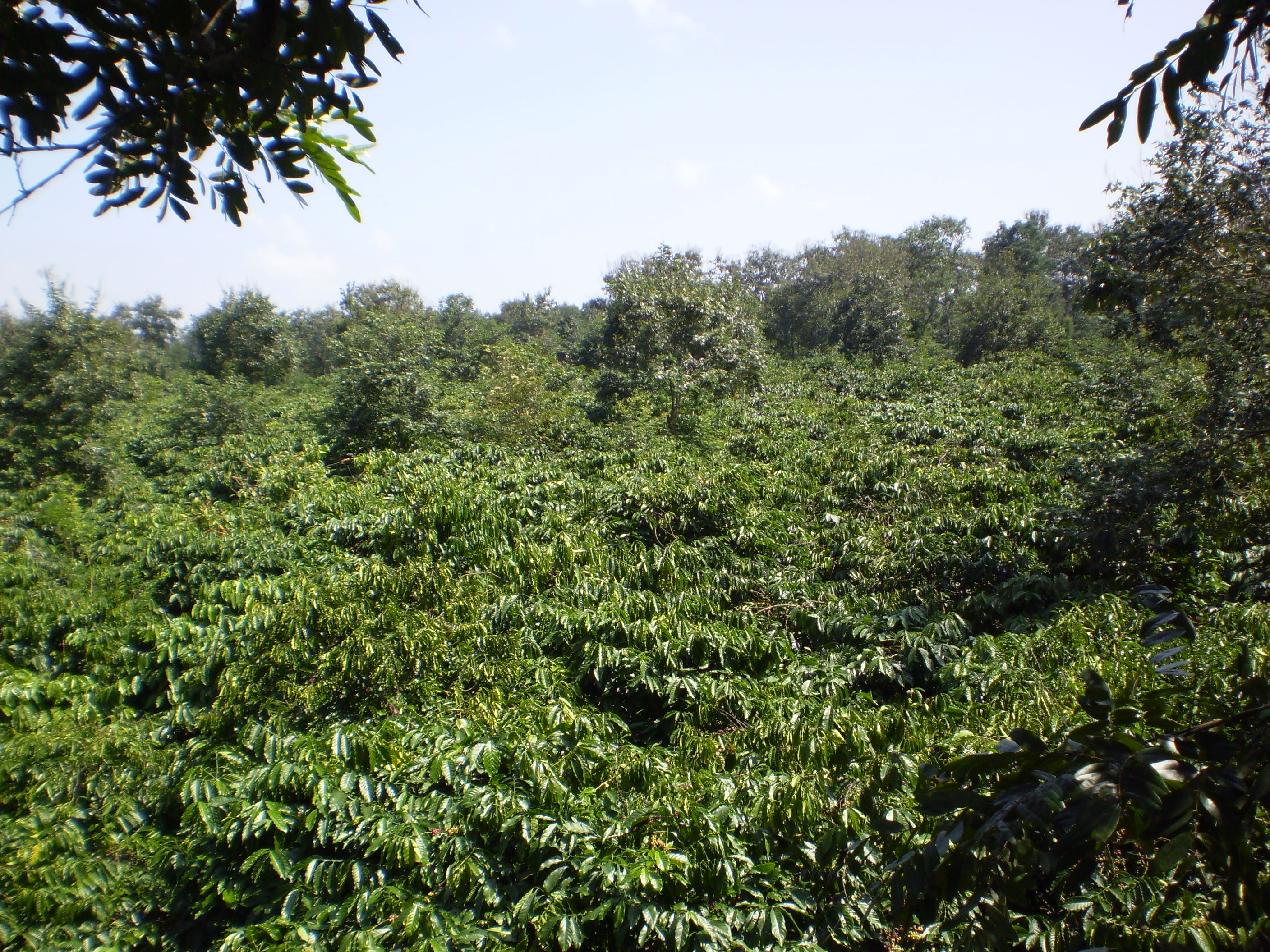
Rẫy cà phê vối ở Cư Kuin, cây cao hơn là các cây muồng đen được trồng chung vào trong để hạn chế sương muối khi mùa ra hoa về
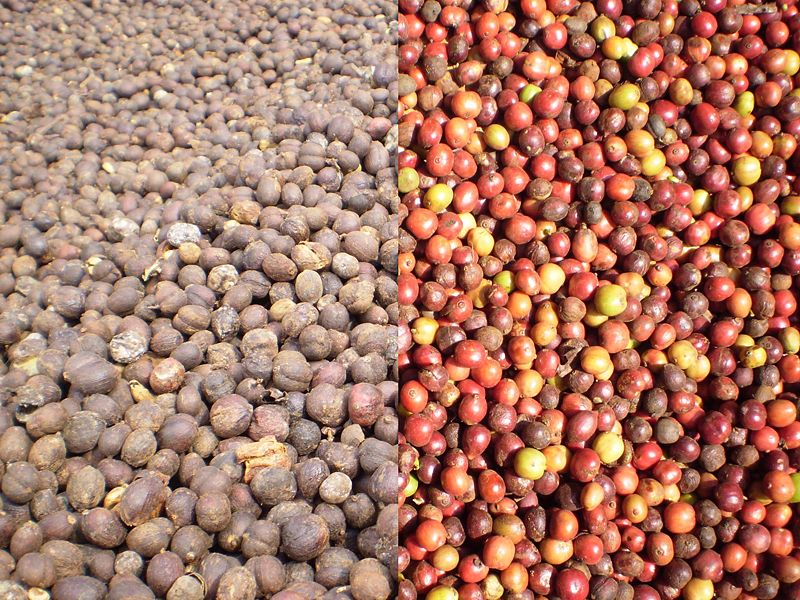
Hạt cà phê vối được thu hoạch, đem phơi trước khi nhập kho hay đem xay lấy cà phê nhân
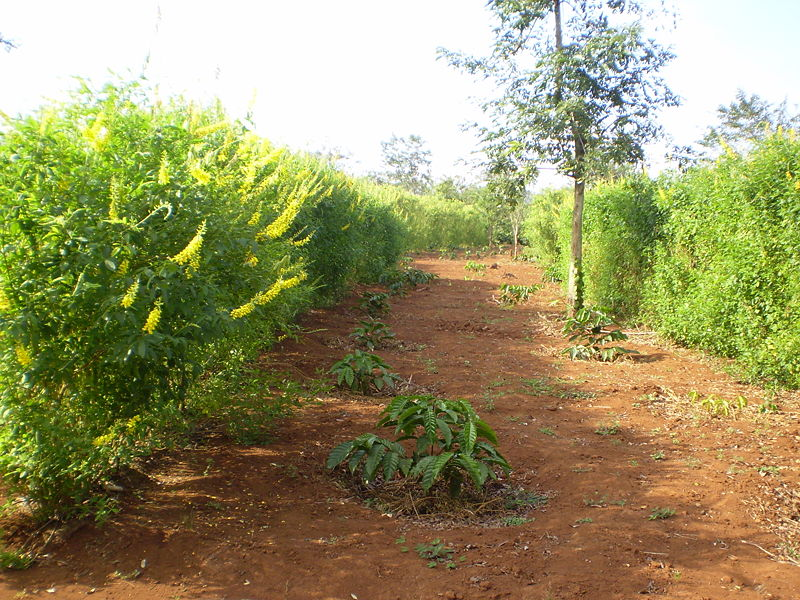
Trên diện tích lớn cà phê mới trồng phải có cây chắn gió, chủ yếu muồng hoa vàng trồng xen vào. Vùng Tây Nguyên gió lớn thổi vào mùa đông nên cần những cây chắn gió
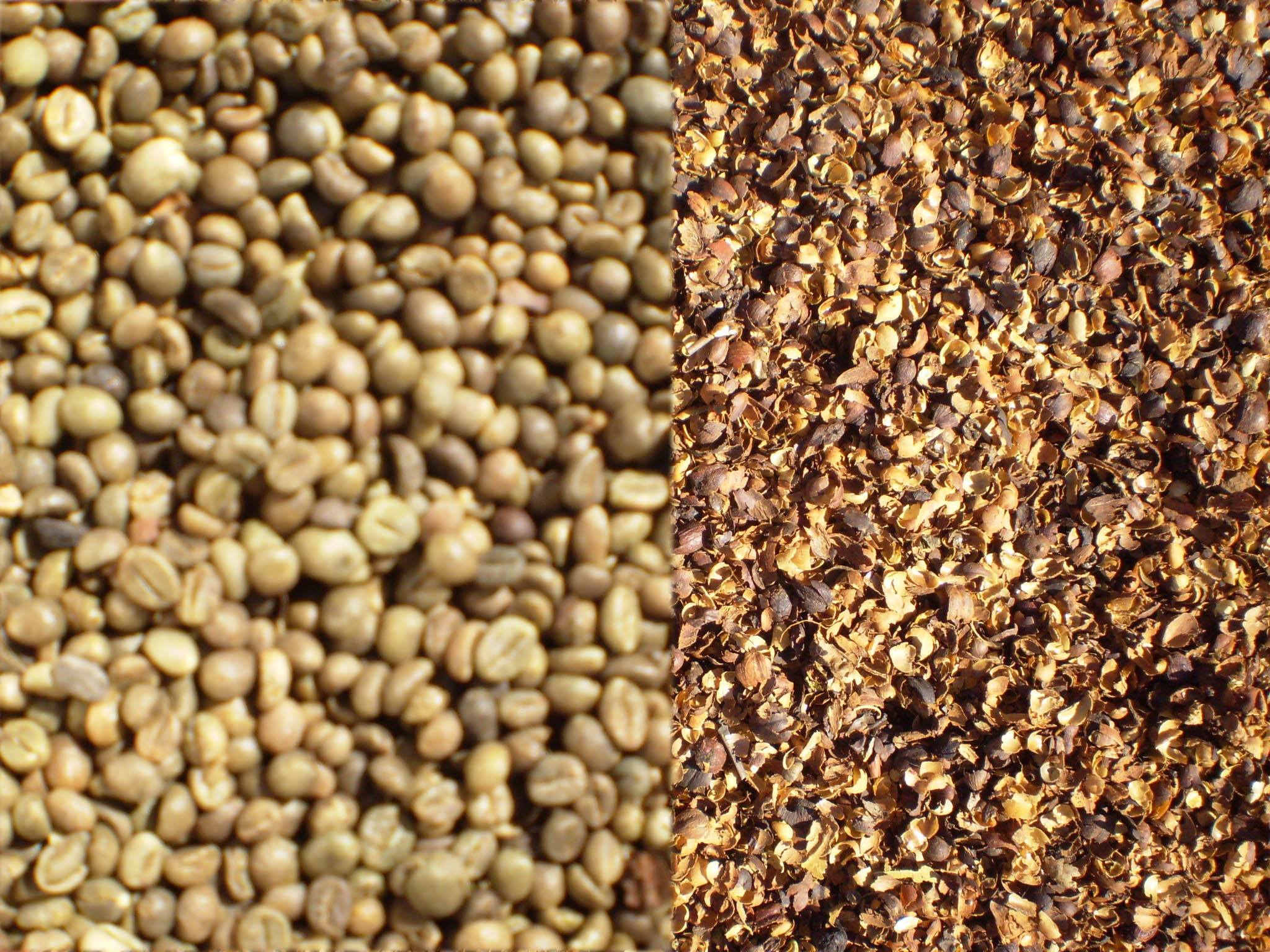
Nhân cà phê đã bóc vỏ, xay vụn. Vỏ có thể được tái chế đem bón lại cho cây cà phê
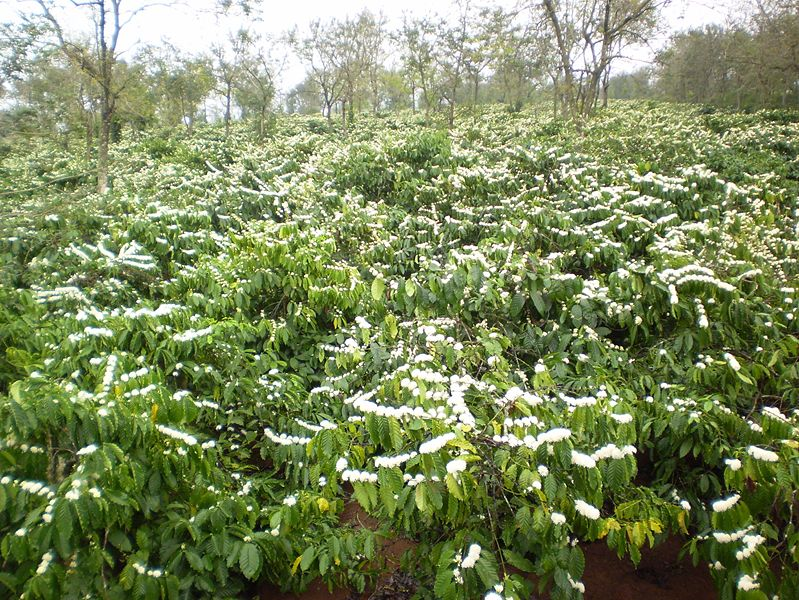
Mùa hoa cà phê nở trắng cả một chân trời, ngát hương thơm. Hình chụp tại Cư Kuin, Tây Nguyên.
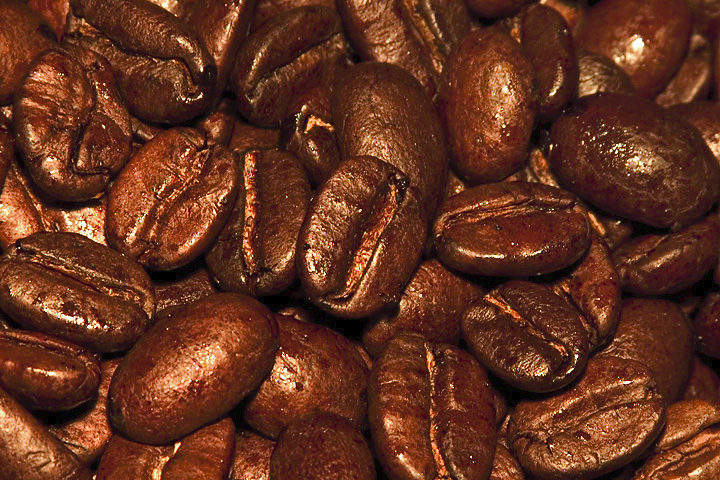
Cà phê vối sau khi rang lên
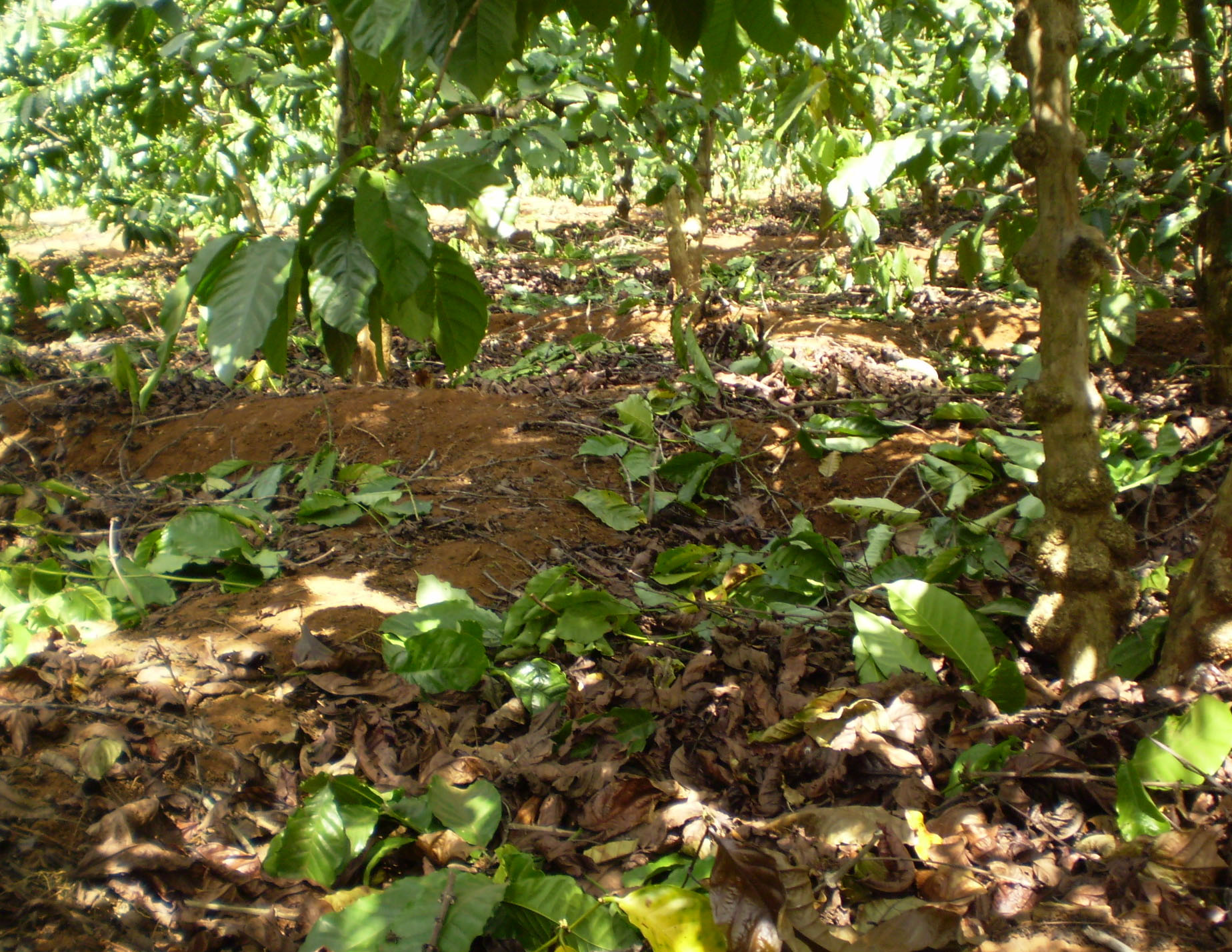
Cành cà phê sau mùa thu hoạch được cắt xén bớt
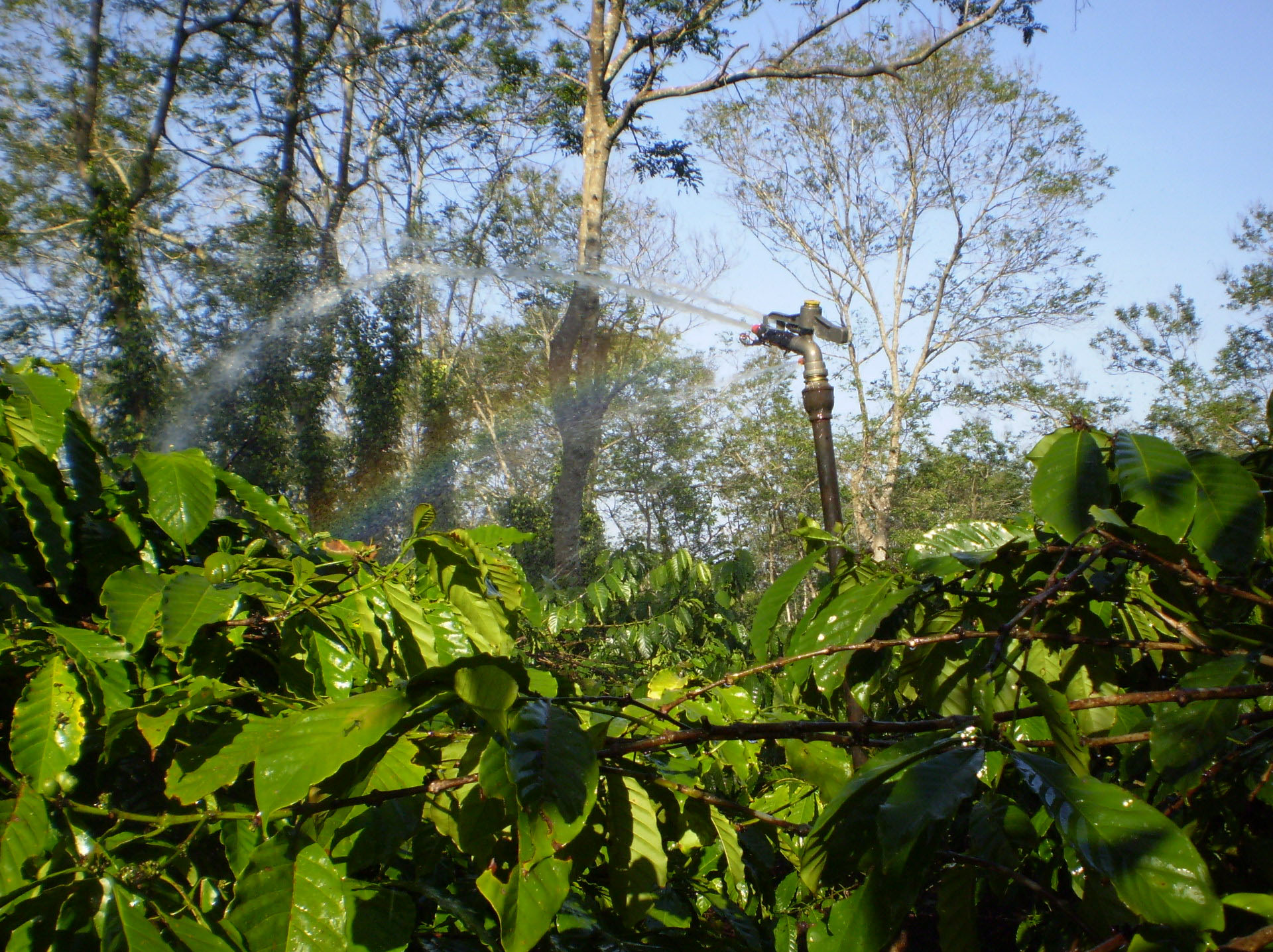
Tưới tiêu bằng béc vào mùa khô ở Tây Nguyên.
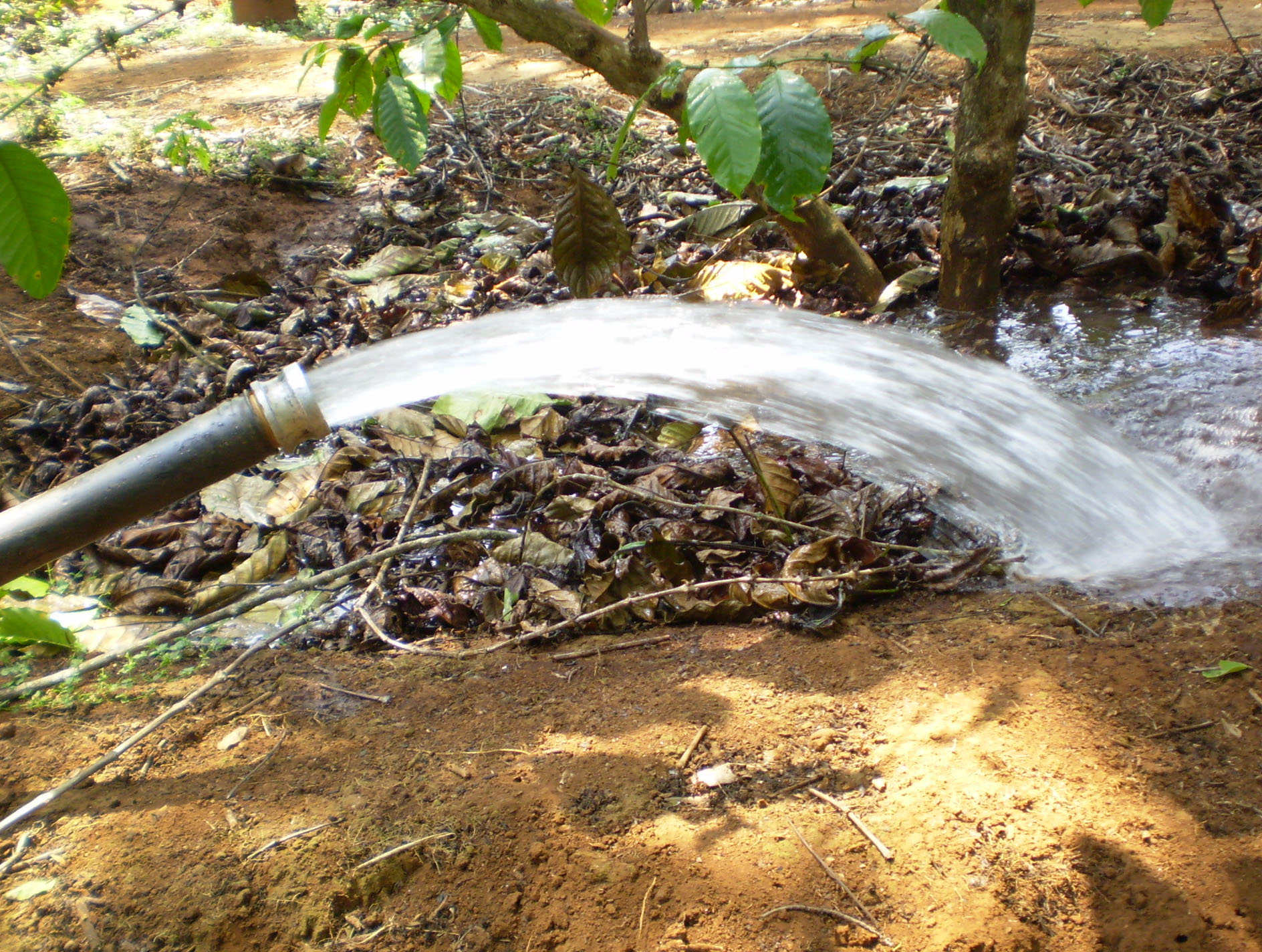
Vòi tưới theo phương thức tưới dí.

## Đặc điểm
Cây cà phê vối có dạng cây gỗ hoặc cây bụi, chiều cao của cây trưởng thành có thể lên tới 10 m. Quả cà phê có hình tròn, hạt nhỏ hơn hạt cà phê chè (tức cà phê arabica). Hàm lượng caffein trong hạt cà phê vối khoảng 2-4%, trong khi ở cà phê chè chỉ khoảng 1-2%. Giống như cà phê chè, cây cà phê vối 3-4 tuổi có thể bắt đầu thu hoạch. Cây cho hạt trong khoảng từ 20 đến 30 năm. Cà phê vối ưa sống ở vùng nhiệt đới, độ cao thích hợp để trồng cây là dưới 1000 m. Nhiệt độ ưa thích của cây khoảng 24-29°C, lượng mưa khoảng trên 1.000 mm. Cây cà phê vối cần nhiều ánh sáng mặt trời hơn so với cây cà phê chè.